# Monnikenhuize
Monnikenhuize is een voormalig stadion van Vitesse gelegen tussen de Bosweg, de Monnikensteeg en de Rosendaalseweg te Arnhem. Het stadion heeft zijn naam te danken aan het voormalig klooster dat vlakbij heeft gestaan.
De opening van Monnikenhuize vond plaats op 26 september 1915. Vitesse speelde die dag tegen de Noordelijke Zwaluwen (3–3).
Tijdens de Olympische Zomerspelen 1928 in Amsterdam was Monnikenhuize het stadion waar Chili en Mexico tegen elkaar speelden.
Het stadion bood plaats aan ongeveer 7500 toeschouwers, maar bij belangrijke wedstrijden werden er noodtribunes geplaatst. Zo konden bijvoorbeeld op 10 april 1950 ruim 12.000 toeschouwers getuige zijn van de promotiewedstrijd van Vitesse tegen Rheden. De thuisclub had vier houten noodtribunes laten plaatsen, waarvan er twee instortten. Er vielen diverse gewonden. Vitesse won de wedstrijd overigens met 3–2.
In de zomer van 1950 nam Vitesse na bijna 35 jaar afscheid van Monnikenhuize. De laatste officiële wedstrijd op het oude terrein was de laatste promotiewedstrijd van Vitesse tegen Quick Nijmegen op 18 mei 1950. Vitesse won met 3–1 en promoveerde naar de eerste klasse. De club verhuisde naar de overzijde van de Monnikensteeg naar stadion Nieuw Monnikenhuize. Op het terrein van (oud) Monnikenhuize kwam nieuwbouw van het Sint Catharinae Gasthuis (Drie Gasthuizen).